# لوئیجی د آگوستینی
لویجی د آجوستینی (به ایتالیایی: Luigi De Agostini) بازیکن فوتبال اهل ایتالیا است 

## تیم ملی
از سال ۱۹۸۷ میلادی عضو تیم ملی فوتبال ایتالیا بوده و در ۳۶ بازی ملی حضور داشته‌است. او در بازی‌های ملی‌اش ۴ گل به ثمر رساند.
لویجی د آجوستینی آخرین بازی ملی خود را در سال ۱۹۹۱ میلادی انجام داد.